# Kopalnia złota Kumtor
Kopalnia złota Kumtor – kopalnia złota w Kirgistanie działająca od 1997 roku. Znajduje się na wysokości 4000 m n.p.m. w górach Tienszan.

## Historia
Złoże złota zostało odkryte w 1978 roku przez ekipę radzieckich naukowców. W 1991 roku Kirgistan postanowił uruchomić kopalnię. Oferty złożyły firmy z Republiki Południowej Afryki, USA, Turcji i Kanady. Rząd kirgiski wybrał kanadyjską firmę Cameco, która zajmowała się wydobywaniem uranu, a nie złota. Umowa została podpisana 4 grudnia 1992 roku w Toronto w Kanadzie z udziałem premiera Tursunbeka Czyngyszewa i ministra przemysłu Kirgistanu. Stronę kanadyjską reprezentował prezydent Cameco Andrew Lewis. Powstała Kumtor Gold Company (KGC), której udziałowcem było Cameco i przedsiębiorstwo państwowe Kyrgyzaltyn. Budowę kopalni rozpoczęto w 1994 roku, a wydobycie w 1997 roku. W 2004 roku na podstawie decyzji Cameco i rządu kirgiskiego z Askarem Akajewem na czele KGC przekształcono w nową firmę Centerra Gold Inc. z siedzibą w Kanadzie. Kirgizja otrzymała w niej tylko 16% udziałów. Spotkało się to z krytyką ze względu na mały udział Kirgizów w zyskach z kopalni. Podejrzewano, że zyski z kopalni czerpią osoby powiązane z rządem, a nie państwo.
W 2005 roku, gdy zmienił się rząd, prezydent Kurmanbek Bakijew próbował renegocjować warunki umowy, grożąc uchyleniem koncesji. Podpisane w kwietniu 2009 roku nowe porozumienie dało Kirgistanowi 33% udziału w akcjach kopalni, a firma Centerra miała zapłacić około 22,4 milionów dolarów zaległych podatków. Podobnie jednak jak poprzednio, ówczesny rząd był podejrzany o czerpanie nielegalnych zysków ze sprzedaży złota. Po obaleniu prezydenta Bakijewa w 2010 roku pojawiły się wnioski o upaństwowienie kopalni w Kumtorze. W 2010 roku premier Omurbek Babanow przekazał kopalni 16 000 gruntów. Decyzja ta została unieważniona w 2012 roku przez nowy rząd na wniosek komisji sejmowej badającej działalność kopalni. W 2018 roku premier Muchammedkałyj Abyłgazijew zapowiedział zamknięcie kopalni w 2026 roku.
We wrześniu 2020 kopalnia przekazała 1 milion dolarów Ministerstwu Zdrowia Kirgistanu na walkę z koronawirusem COVID-19.

## Ochrona środowiska
Na początku 2012 roku w prowincji Issyk-Kul, gdzie znajduje się Kumtor, zostało przez mieszkańców zorganizowanych kilka protestów polegających na blokowaniu drogi do kopalni. Związane one były z brakiem inwestycji na rzecz rejonu prowadzonych przez kopalnię, która jest szkodliwa dla środowiska naturalnego. Chodziło o przypadki, gdy niebezpieczne odpady dostawały się do wody, powodując zatrucia i przypadki śmierci. W 1998 roku podczas wypadku ciężarówki 2 tony cyjanku spłynęły do strumienia w dolinie Barskoon, powodując zatrucia i śmierć kilku osób. W tym samym roku w rzece znalazło się 70 litrów kwasu azotowego. W styczniu 2000 roku woda została zatruta ilością 1,65 tony azotanu amonu (saletry amonowej). Specjalne komisje prowadziły dochodzenia, ale władze lokalne zastraszały ekologów i ofiary zatruć. Miały one również problem z uzyskaniem odszkodowań z powodu przeciągania spraw sądowych, a uzyskane odszkodowania były niewielkie.

## Produkcja
Kopalnia złota w Kumtorze jest zlokalizowana na wysokości 4000 m n.p.m. w górach Tienszan. Wyrobisko ma głębokość 560 metrów. Kopalnia dostarcza rocznie ok. 15-23 ton złota. Od momentu powstania do końca 2019 roku kopalnia wydobyła ponad 12,6 miliona uncji złota. Wydobycie jest prowadzone na kilku poziomach równocześnie w wyrobisku stokowo-wgłębnym. Skały są odstrzeliwane, a koparki przedsiębierne ładują nakład na samochody CAT 789C i D, które wywożą je na zwałowisko. Ruda jest kruszona w zakładzie kruszenia wstępnego, a potem mielona w młynach. Tak przygotowana trafia do huty.

## Film dokumentalny
W 2020 roku powstał film dokumentalny, którego autorami są Brigitte Noël i Matt Joycey. Producentem jest kanadyjską firma Quebecor. Pokazuje on niszczenie lodowców, zanieczyszczenie wody, łamanie praw człowieka i korupcję. Film miał premierę w sierpniu 2020 roku. Został w tym samym roku nominowany do dwóch nagród Prix Gémeaux kanadyjskiej akademii kina i telewizji w dwóch kategoriach na najlepszy film dokumentalny dotyczący przyrody, nauki i środowiska oraz na najlepszy scenariusz dokumentu fabularnego. 